# Hyphoporus bertrandi
Hyphoporus bertrandi är en skalbaggsart som beskrevs av Vazirani 1969. Hyphoporus bertrandi ingår i släktet Hyphoporus och familjen dykare. Inga underarter finns listade i Catalogue of Life.